# Когоут, Ян
Ян Когоут (чеш. Jan Kohout; род. 29 марта 1961, Пльзень) — чешский дипломат и политик. Министр иностранных дел Чехии в правительстве Иржи Руснока (2013—2014). Эту же должность он занимал во временном правительстве премьер-министра Яна Фишера. Был членом Социал-демократической партии, пока не занял пост министра иностранных дел.

## Биография
Когоут выпускник факультета искусств Карлова университета в Праге.
После Бархатной революции работал в чехословацкой, а затем и чешском министерствах иностранных дел. Занимал должность посла в ЕС в Брюсселе, а также заместителя министра иностранных дел. После отставки премьер-министра Владимира Шпидлы 2004 года Когоуту предложили эту должность, но он отказался; Станислав Гросс занял пост премьер-министра.